# Dita (chanson)
Pour les articles homonymes, voir Dita.
Singles de Lorie
1 garçon
(2008) Une histoire sans faim
(2012)
Dita est une chanson de la chanteuse française Lorie extraite de son sixième album studio, intitulé Regarde-moi. Il s'agit de l'unique single de l'album sorti le 26 août 2011 en téléchargement légal. Le titre a été écrit par Delphine Dobrinine et Thierry Surgeon, et composé par Asdorve.

## Genèse
Le 11 août, Lorie révèle le titre et la pochette de son nouveau single. Le visuel met en scène Lorie dans un univers rétro.
Un teaser d'une trentaine de seconde contenant certaines scènes du clip est dévoilé une semaine après, le 18 août. Le lendemain, un extrait du refrain est mis en ligne.
Le vendredi 26 août 2011, le titre est envoyé aux radios et sort en téléchargement légal en France et en Belgique. Un CD promo était disponible en très peu d’exemplaires.

## Production
Le titre a été écrit par Delphine Dobrinine et Thierry Surgeon, et composé par Asdorve.
Les cordes ont été enregistrées à Paris.